# Jorge Rivera Serrano
Jorge Rivera Soriano (2 de septiembre de 1964) es un luchador profesional mexicano, más conocido por su nombre artístico Skayde.
Rivera es famoso dentro y fuera de México por su renombrada habilidad técnica, siendo uno de los principales fundadores del estilo de llaveo mexicano. Además, Rivera es conocido por su temporada como entrenador jefe en Último Dragón Gym y más tarde en Chikara Wrestle Factory.

## En lucha
- Movimientos finales
  - Skayde Special[1][2] / Jorge Special[3] / Jorge Clutch[3] (Arm drag transicionado en arm trap somersault reverse prawn pin)
  - La Cruceta[1][2] (Kneeling figure four leglock)
  - Diving splash[4]

- Movimientos de firma
  - Skayde Lock[1] (Standing STF)
  - La Riveracita[2][1] / Placenta[2] (Twisting crucifix pin)
  - La Riveracita II[2] (Reverse somersault cradle pin)
  - Tijeras con Regresa[1] (Tilt-a-whirl revolution headscissors takedown)
  - Flechita[3] (Arm trap cross-legged stepover toehold con el oponente apoyado sobre su cabeza)
  - Arm wrench inside cradle transicionado en arm trap somersault reverse prawn pin
  - Bearhug sitout side facebuster
  - Cross-armed triangle choke
  - Dropkick
  - Feint suicide dive rebotando en un rolling kip-up con burlas hacia dentro del ring
  - Forward roll bow and arrow hold
  - Hammerlock inverted facelock derivado en inverted small package
  - Headhold Kimura armlock
  - Indian deathlock hammerlock guillotine choke
  - Over the top rope suicide somersault senton[1]
  - Rolling kip-up
  - Springboard arm drag
  - Tilt-a-whirl revolution headscissors inverted facelock
  - Wheelbarrow bodyscissors victory roll seguido de modified sharpshooter

## Campeonatos y logros
- NWA México
  - NWA Mexican Lightweight Championship (1 vez)
  - NWA Mexican Welterweight Championship (1 time)[5]

- Universal Wrestling Association
  - UWA World Lightweight Championship (1 vez)

- Xtreme Mexican Wrestling
  - XMW Tag Team Championship (1 vez) - con Durango Kid

- Pro Wrestling Illustrated
  - Situado en el N°333 en los PWI 500 de 2008[6]

## Luchas de apuestas
| Apuesta | Ganador               | Perdedor                   | Lugar                    | Fecha                  |
| ------- | --------------------- | -------------------------- | ------------------------ | ---------------------- |
| Máscara | El Seminarista        | Super Crazy                | Nezahualcóyotl, México   | Marzo de 1998          |
| Máscara | Skayde & Tigre Blanco | Night Ranger & Street Fire | Cuernavaca, Morelos      | 5 de diciembre de 2002 |
| Máscara | Místico               | Skayde                     | México, Distrito Federal | 7 de marzo de 2007     |